# Mother Jones (tidskrift)
Mother Jones är en ideell amerikansk tidskrift som fokuserar på nyheter, kommentarer och undersökande journalistik om bland annat politik, miljö, mänskliga rättigheter, hälsa och kultur. 
Tidskriften grundades 1976. Den fick sitt namn efter Mary Harris Jones, känd som Mother Jones, en irländsk-amerikansk fackföreningsaktivist, socialist och motståndare till barnarbete.